# Monte Gusuku
O Monte Gusuku (em japonês 城山, Gusuku-yama) é uma montanha localizada na vila de Ie, ilha Iejima, na província de Okinawa no Japão.
A leitura tradicional em língua japonesa é "Shiro-yama" todavia, em língua oquinauana, pronuncia-se "Gusuku-yama". O significado do kanji 城 em ambos os idiomas é "castelo". Localmente, a mountanha é ocasionalmente referida como Tatchū (タッチュー).
A montanha tem 172,2 metros de altitude.